# Гамма-лазер
Гамма-лазер (также гразер или газер от англ. gaser/graser, акроним от gamma ray amplification by stimulated emission of radiation — усиление гамма-излучения с помощью вынужденного излучения) — квантовый генератор когерентного гамма-излучения.
Идея гамма-лазера возникла в связи с появлением лазера и открытием эффекта Мёссбауэра. Пока генерация вынужденного излучения в гамма-диапазоне не осуществлена.